# Lettelingen
Lettelingen (Frans: Petit-Enghien) is een dorp in de Belgische provincie Henegouwen en een deelgemeente van de faciliteitengemeente Edingen.
Lettelingen was een zelfstandige gemeente, tot die bij de gemeentelijke herindeling van 1977 samen met Mark (Frans: Marcq) toegevoegd werd aan de gemeente Edingen. Net als Edingen is het een oorspronkelijk Nederlandstalige plaats maar werd het verfranst door het onderwijs.
In het noorden van het dorp ligt het met Herne gedeelde gehucht Kokejane (Frans: Coquiane). Daar staat ook het Hof Drij-Pikkel aan de weg Asse – Hove (Frans: Hoves) – Bavay, een oude Romeinse heirbaan.
In het noordoosten van het grondgebied ligt tevens de residentiële woonwijk Bois de Strihoux, in het gelijknamige bos dat zich ook uitstrekt over de aangrenzende dorpen Bierk (Frans: Bierghes) en Heikruis. In deze prestigieuze woonwijk vestigen zich sinds de jaren 90 meer en meer Nederlandstalige gezinnen.
De naam Lettelingen betekent "Klein-Ingen", waarbij Ingen de verkorte naam van Edingen is. Dit is analoog met de Franse namen "Enghien" en "Petit-Enghien".

## Bezienswaardigheden
- De Sint-Salvatorkerk (Église Saint-Sauveur) uit 1777-1778. Op 2e Pinksterdag vindt de processie van de Heilige Verlosser plaats.
- De Onze-Lieve-Vrouw ter Koortskapel (Chapelle Notre-Dame des Fièvres) werd in de 18e eeuw gesticht door de familie Arenberg.
- Het Château de Warelles, vanouds de herenzetel. Huidige kasteel van begin 17e eeuw.
- De Onze-Lieve-Vrouw-van-Bijstandkapel (Chapelle Notre-Dame de Bon Secours) van 1754.

## Natuur en landschap
Lettelingen ligt aan de taalgrens. De hoogte aan de kerk bedraagt 68 meter.

## Demografische ontwikkeling
- Bronnen:NIS, Opm:1831 tot en met 1970=volkstellingen, 1976= inwoneraantal op 31 december

## Nabijgelegen kernen
Bierghes, Herne, Edingen